# USS Kittiwake (ASR-13)
O USS Kittiwake foi um navio de resgate submarino operado pela Marinha dos Estados Unidos e a sexta embarcação da Classe Chanticleer.